# 4258 Ryazanov
4258 Ryazanov este un asteroid din centura principală, descoperit pe 1 septembrie 1987 de Liudmila Karacikina.